# Goffredo Alessandrini
Goffredo Alessandrini (Il Cairo, 9 settembre 1904 – Roma, 16 maggio 1978) è stato un regista e ostacolista italiano.

## Biografia
In gioventù ostacolista, fu nel 1925 campione italiano assoluto dei 110 metri ostacoli con 17" per la società IC Bentegodi di Verona.
Iniziò la sua carriera cinematografica partecipando dal 1927 alla redazione della rivista Cinematografo fondata da Alessandro Blasetti, di cui fu poi aiuto regista nei film Sole (1929) e Terra madre (1930). Divenne poi un regista molto apprezzato per le caratteristiche da kolossal, tra cui in particolare, si ricordano Noi vivi ed Addio Kira!, presentati a Venezia nel 1942 come unico film, ma poi distribuiti separatamente a causa della lunghezza di oltre 4 ore.
Fu uno dei primi registi del cosiddetto cinema dei telefoni bianchi, genere cui possono ascriversi due fra i suoi film più popolari: La segretaria privata (1931) e Seconda B (1934).
Fu vicino al regime fascista con film di propaganda come Cavalleria del 1936, Luciano Serra pilota del 1938 (Coppa Mussolini per il miglior film italiano al Festival di Venezia), Giarabub ed il già citato dittico Noi vivi-Addio Kira! del 1942.
Nel 1935 sposò Anna Magnani, con cui ebbe una relazione tormentata e da cui si separò nel 1940 (per poi divorziarne ufficialmente solo nel 1972) e che diresse nel citato Cavalleria e, nel 1952, in Camicie rosse (Anita Garibaldi), film che tuttavia Alessandrini non portò a termine a causa di molti contrasti sorti proprio con quest'ultima e che fu quindi ultimato dall'allora trentenne e debuttante Francesco Rosi, che fungeva da aiuto-regista.
In seguito alla rottura del rapporto con la Magnani, ebbe una lunga relazione con l'attrice Regina Bianchi (con la quale però non si sposò mai), dalla quale ha avuto due figlie.
Nel 1952 tornò in Egitto ma non vi rimase molto a lungo.

## Filmografia

### Regista
- La diga di Maghmod (1929), documentario
- La segretaria privata (1931) (anche sceneggiatura)
- Seconda B (1934)
- Don Bosco (1935) (anche sceneggiatura)
- Cavalleria (1936)
- Una donna tra due mondi (1936)
- Luciano Serra pilota (1938) (anche sceneggiatura)
- La vedova (1939) (anche sceneggiatura)
- Abuna Messias (1939)
- Il ponte di vetro (1940)
- Caravaggio, il pittore maledetto (1941) (anche sceneggiatura)
- Nozze di sangue (1941) (anche sceneggiatura)
- Giarabub (1942)
- Noi vivi (1942) (anche sceneggiatura)
- Addio Kira! (1942) (anche sceneggiatura)
- Chi l'ha visto? (1945)
- Lettere al sottotenente (1945) (anche sceneggiatura)
- Furia (1947) (anche sceneggiatura)
- L'ebreo errante (1948) (anche sceneggiatura)
- In estasi (1949) (anche interpretazione) (Rapture, titolo originale) (Rapimento, altro titolo)
- La peccatrice bianca (1950)
- Sangue sul sagrato (1951)
- Camicie rosse (Anita Garibaldi) (1952)
- Gli amanti del deserto (1956)
- Rumbos malditos (1962)
- Mate Cosido (1962)

### Attore
- Il furto del Raffaello, episodio di K2 + 1, regia di Luciano Emmer (1971) - serie di telefilm, solo attore